# Edwin Felix Thomas Atkinson
Edwin Felix Thomas Atkinson (Írország, Tipperary, 1840. szeptember 6. – India, Kalkutta, 1890. szeptember 15.) ír entomológus, a Magyar Tudományos Akadémia tiszteleti tagja.

## Pályája
Tanulmányait a dublini egyetemen végezte, ahol kitüntették kelta, szanszkrit és héber nyelvi tanulmányaiért. Indiai szolgálatra jelentkezett, benyújtott pályázatában nyelvészeti hajlama, különösen a szanszkrit és az angol irodalomban való jártassága biztosította számára az első helyet. 1863 elején utazott Indiába, ahol előbb mint bíró, később pénzügyi és közigazgatási területen dolgozott. Végigjárta szinte az összes hivatali beosztást, melyet a közszolgálat munkásaként elfoglalhatott. Végül Bombayban, azután Kalkuttában lett a pénzügyi ellenőrző hivatal főnöke. 
Nagy számú becses munkája jelent meg az indiai jog és gazdaság tárgykörében. Elsősorban azonban entomológusként ismert, kiemelkedőek az entomológia körébe vágó munkái („Indian Hemiptera”, „Indian Homoptera”).  
Atkinsont 1888-ban választották a Magyar  Tudományos Akadémia tiszteleti tagjává.